# Dème de Lákka Soulíou
Le dème de Lákka Soulíou, en grec moderne : Δήμος Λάκκας Σουλίου / Dímos Lákkas Soulíou, est un ancien dème du district régional d'Ioánnina, en Épire, Grèce. En 2010, il est fusionné au sein du dème de Dodone.
Selon le recensement de 2011, la population du dème compte 2 405 habitants.